# Nicolas Viola
Benito Nicolas Viola est footballeur italien né le 12 octobre 1989 à Taurianova, évoluant au poste de milieu de terrain. Il est le frère d’Alessandro Viola, également footballeur.

## Carrière en club
Benito Nicolas Viola est formé à la Reggina 1914, où il dispute ses premiers matchs juniors et seniors.
Le 6 décembre 2019, il se met en évidence avec le club du Benevento Calcio, en étant l'auteur d'un triplé en Serie B, lors de la réception du Trapani Calcio (victoire 5-0). Cette saison là, il inscrit un total de neuf buts en Serie B, alors même que le championnat est arrêté prématurément pour cause de pandémie de Covid-19. 
Il signe à Bologne en octobre 2021.

### Carrière internationale
Le joueur dispute des matchs avec les sélections italiennes de jeunes, Italie U16, U17, U18 et U19, mais sans jamais atteindre les espoirs ou la sélection A.